# Adozione dell'euro in Romania
     Zona euro
     UE appartenenti agli AEC II
     UE appartenenti agli AEC II con deroga
     UE non appartenenti agli AEC II
     Non UE che usano bilateralmente l'euro
     Non UE che usano unilateralmente l'euro
L'adozione dell'euro in Romania è il percorso che la Romania ha intrapreso per adottare l'euro. Il paese è membro dell'Unione europea dal 1º gennaio 2007 ma usa ancora la sua valuta, il leu rumeno, non avendo ancora completato l'ingresso completo nella zona euro.
A marzo 2018, la data programmata fu per l'anno 2024, secondo il piano nazionale di cambio verso l'Euro. Nel 2021, questa data viene inizialmente spostata al 2027 o al 2028 per poi essere nuovamente posticipata al 2029. Alla fine nel 2023 fu anticipato verso il 2026

## Posizioni politiche
Il governo rumeno, nel maggio 2006, annunciò la previsione di aderire agli accordi AEC II dopo il 2012. Nel giugno del 2007, pochi mesi dopo l'ingresso del Paese nell'Unione, il presidente della BCE Jean-Claude Trichet dichiarò che la Romania aveva ancora «parecchi compiti da svolgere» e «per diversi anni» prima di soddisfare gli standard AEC II.
Nei quindici anni successivi vi è stata una lunga serie di posticipi e annunci di nuove date, l'ultima delle quali nel marzo 2023, quando il governo rumeno ha dichiarato di voler anticipare l'adozione dell'euro al 2026, tre anni prima di quanto previsto dall'ultimo piano di adesione alla moneta e data entro la quale confida di aver messo in ordine i conti pubblici in modo da rispettare i criteri per l'accesso.

## Consenso pubblico
Dalle rilevazioni dell'Eurobarometro, nelle quali veniva posta la domanda «Parlando in generale, lei è personalmente più a favore o contro l'idea dell'introduzione dell'euro nel proprio paese?» si può tracciare la seguente tabella:
| Anno | Mese   | Decisamente a favore | Abbastanza a favore | Abbastanza contro | Decisamente contro | Non sa/non risponde | Totale a favore | Totale contro |
| ---- | ------ | -------------------- | ------------------- | ----------------- | ------------------ | ------------------- | --------------- | ------------- |
| 2013 | aprile | 22%                  | 45%                 | 20%               | 8%                 | 7%                  | 67%             | 28%           |
| 2014 | aprile | 24%                  | 50%                 | 17%               | 7%                 | 2%                  | 74%             | 24%           |
| 2015 | aprile | 20%                  | 48%                 | 20%               | 6%                 | 6%                  | 68%             | 26%           |
| 2016 | aprile | 22%                  | 42%                 | 22%               | 11%                | 3%                  | 64%             | 33%           |

Sempre alle rilevazioni Eurobarometer, alla domanda "Lei pensa che l'introduzione dell'euro avrà conseguenze positive o negative per la Romania?" gli intervistati hanno risposto nel corso degli anni:
| Anno | Mese   | Conseguenze positive | Conseguenze negative | Non sa/non risponde |
| ---- | ------ | -------------------- | -------------------- | ------------------- |
| 2007 | aprile | 65%                  | 21%                  | 14%                 |
| 2008 | maggio | 64%                  | 21%                  | 15%                 |
| 2009 | maggio | 59%                  | 25%                  | 16%                 |
| 2010 | maggio | 57%                  | 26%                  | 17%                 |
| 2011 | maggio | 54%                  | 30%                  | 16%                 |
| 2012 | aprile | 49%                  | 44%                  | 7%                  |
| 2013 | aprile | 51%                  | 42%                  | 7%                  |
| 2014 | aprile | 57%                  | 37%                  | 6%                  |
| 2015 | aprile | 54%                  | 39%                  | 7%                  |
| 2016 | aprile | 51%                  | 44%                  | 5%                  |

## Criteri di convergenza

### Requisiti economici
L'evoluzione storica dei parametri di Maastricht, il cui rispetto è condizione necessaria all'adozione dell'euro, è riassunta nella tabella seguente:
| Indicatori economici di convergenza Romania                | Indicatori economici di convergenza Romania | Indicatori economici di convergenza Romania | Indicatori economici di convergenza Romania | Indicatori economici di convergenza Romania | Indicatori economici di convergenza Romania | Indicatori economici di convergenza Romania | Indicatori economici di convergenza Romania |
| ---------------------------------------------------------- | ------------------------------------------- | ------------------------------------------- | ------------------------------------------- | ------------------------------------------- | ------------------------------------------- | ------------------------------------------- | ------------------------------------------- |
| Valori di riferimento                                      | Inflazione                                  | Procedura di deficit eccessivo              | Deficit pubblico/PIL                        | Debito pubblico/PIL                         | Membro del AEC II                           | Tasso di cambio rispetto all'euro           | Tasso d'interesse a lungo termine           |
| Valori di riferimento                                      | max 1,7-3,1%                                | non aperta                                  | max 3 %                                     | max 60 %                                    | min 2 anni                                  | max. ±15 %                                  | max 5,8-6,2%                                |
| Report ECB maggio 2008                                     | 5,9 %                                       | non aperta                                  | 2,9 %                                       | 13,6 %                                      | No                                          | -10,3 %                                     | 7,1 %                                       |
| Report ECB maggio 2010                                     | 5,0 %                                       | aperta                                      | 8,0 %                                       | 30,5 %                                      | No                                          | 2,9 %                                       | 9,4 %                                       |
| Report ECB maggio 2012                                     | 4,6 %                                       | aperta                                      | 5,2%                                        | 33,3 %                                      | No                                          | -0,6 %                                      | 7,3 %                                       |
| Report ECB giugno 2014                                     | 2,1 %                                       | non aperta                                  | 2,2 %                                       | 39,9 %                                      | No                                          | -0,9 %                                      | 5,3 %                                       |
| Report ECB giugno 2016                                     | -1,3 %                                      | non aperta                                  | 0,7 %                                       | 38,4 %                                      | No                                          | 0,0 %                                       | 3,6 %                                       |
| Report ECB maggio 2018                                     | 1,9 %                                       | non aperta                                  | 2,9 %                                       | 35,0 %                                      | No                                          | -1,7 %                                      | 4,1 %                                       |
| Report ECB maggio 2020                                     | 3,7 %                                       | aperta                                      | 4,3 %                                       | 35,2 %                                      | No                                          | -2,0 %                                      | 4,4 %                                       |
| Report ECB maggio 2022                                     | 6,4 %                                       | aperta                                      | 7,1 %                                       | 48,8 %                                      | No                                          | -1,7 %                                      | 4,7 %                                       |
| Report ECB maggio 2024                                     | 7,6 %                                       | aperta                                      | 6,6 %                                       | 48,8 %                                      | No                                          | -0,3 %                                      | 6,4 %                                       |
| Legenda: - Criterio soddisfatto - Criterio non soddisfatto |                                             |                                             |                                             |                                             |                                             |                                             |                                             |

Quanto agli squilibri macroeconomici, nel 2016 la Commissione europea ha selezionato la Romania per un esame approfondito, in base al quale ha concluso che il paese non presenta squilibri macroeconomici. Nondimeno, vi è un margine considerevole per l'attuazione di misure, necessarie, finalizzate a migliorare il contesto istituzionale ed economico, stimolare gli investimenti e la concorrenza nei mercati dei beni e servizi, ridurre la disoccupazione giovanile e di lunga durata, nonché innalzare sia la qualità sia l'efficienza dell'amministrazione pubblica e del sistema giudiziario. Inoltre, il paese dovrebbe impegnarsi in misura significativa per accrescere l'assorbimento, molto scarso, dei fondi dell'UE.

### Compatibilità legislativa
Secondo il rapporto ECB di giugno 2016, la legislazione rumena non soddisfa tutti i requisiti relativi all'indipendenza della banca centrale, al divieto di finanziamento monetario e all'integrazione nell'Eurosistema sul piano giuridico.

## Faccia nazionale
La faccia nazionale rumena delle monete in euro non è stata ancora definita. La legge rumena vigente richiede che lo stemma della Romania sia presente sulle monete in circolazione.
Per semplificare le future modifiche agli sportelli bancomat necessarie in caso di adozione dell'euro, quando è stato adottato il nuovo leu nel 2005 (al cambio di 10 000 vecchi lei per 1 nuovo leu) le nuove banconote sono state emesse con le stesse dimensioni e proporzioni delle banconote euro. Le vecchie banconote rumene erano infatti decisamente più larghe di quelle nuove.